# Фрунтов, Рудольф Юрьевич
Рудо́льф Ю́рьевич Фру́нтов (8 июля 1942, Кунгур, Молотовская область — 15 мая 2015, Москва) — советский и российский кинорежиссёр, сценарист и кинопродюсер. Заслуженный артист Российской Федерации (2014).

## Биография
Родился в Кунгуре Пермского края.
С 1958 года — на Центральном телевидении в Москве. В 1961—1964 годах проходил службу в Советской Армии.
 В 1974 году окончил режиссёрский факультет ВГИКа (мастерская Г. Чухрая и В. Белокурова). С 1973 года работал на киностудии «Мосфильм».
 Был одним из основателей киностудии «Фора-фильм» и ТПО «Паритет», в 1991 году учредил творческое объединение «Кворум», где был художественным руководителем.
Член Союза кинематографистов СССР (Москва). Снял тринадцать художественных фильмов.
Скончался 15 мая 2015 года в Москве. Похоронен в селе Деденёво Наро-Фоминского района Московской области.

### Семья
Жена (в 1990-е годы) — Маргарита Сергеечева (род. 1963), актриса, врач.

## Фильмография

### Режиссёр
- 1974 — Станция Щеглово (короткометражный)
- 1978 — Тактика бега на длинную дистанцию (совм. с Е. Васильевым)
- 1980 — Ларец Марии Медичи
- 1983 — Тревожное воскресенье
- 1985 — Жил отважный капитан
- 1987 — Про любовь, дружбу и судьбу
- 1990 — Дураки умирают по пятницам
- 1997 — Всё то, о чём мы так долго мечтали
- 2002 — Солнечный удар
- 2006 — Парадиз
- 2006 — Клиника
- 2007 — Бумеранг
- 2008 — Наваждение
- 2009 — Медвежья шкура

### Сценарист
- 1974 — Станция Щеглово
- 1980 — Ларец Марии Медичи
- 1983 — Тревожное воскресенье
- 2002 — Солнечный удар
- 2006 — Парадиз

### Продюсер
- 1997 — Всё то, о чём мы так долго мечтали
- 2002 — Солнечный удар

## Награды и премии
- Медаль ордена «За заслуги перед Отечеством» II степени (23 февраля 2005 года) — за многолетнюю плодотворную деятельность в области культуры и искусства[8].
- Заслуженный артист Российской Федерации (22 мая 2014 года) — за достигнутые трудовые успехи, значительный вклад в социально-экономическое развитие Российской Федерации, заслуги в освоении космоса, гуманитарной сфере, укреплении законности, активную законотворческую и общественную деятельность, многолетнюю добросовестную работу[9].
- Почётный деятель искусств города Москвы (3 мая 2012 года)[10]